# Nábáljávrre
Nábáljávrre, enligt tidigare ortografi Napaljaure, är en sjö i Jokkmokks kommun i Lappland och ingår i Luleälvens huvudavrinningsområde. Sjön har en area på 0,424 kvadratkilometer, ligger 701 meter över havet och avvattnas av vattendraget Bagádisjåhkå. Nábáljávrre ligger i Stora Sjöfallet Natura 2000-område.

## Delavrinningsområde
Nábáljávrre ingår i det delavrinningsområde (749502-159437) som SMHI kallar för Mynnar i Áhkájávrre. Medelhöjden är 853 meter över havet och ytan är 20,01 kvadratkilometer. Räknas de 5 avrinningsområdena uppströms in blir den ackumulerade arean 64,03 kvadratkilometer. Bagádisjåhkå som avvattnar avrinningsområdet har biflödesordning 2, vilket innebär att vattnet flödar genom totalt 2 vattendrag innan det når havet efter 322 kilometer. Avrinningsområdet består mestadels av skog (14 procent) och kalfjäll (83 procent). Avrinningsområdet har 0,48 kvadratkilometer vattenytor vilket ger det en sjöprocent på 2,4 procent.